# Rouessé-Fontaine
Rouessé-Fontaine is een gemeente in het Franse departement Sarthe (regio Pays de la Loire) en telt 220 inwoners (2005). De plaats maakt deel uit van het arrondissement Mamers.

## Geografie
De oppervlakte van Rouessé-Fontaine bedraagt 12,2 km², de bevolkingsdichtheid is 18,0 inwoners per km².
De onderstaande kaart toont de ligging van Rouessé-Fontaine met de belangrijkste infrastructuur en aangrenzende gemeenten.

## Demografie
Onderstaande figuur toont het verloop van het inwonertal (bron: INSEE-tellingen).